# Emil Johansson (Unihockeyspieler)
Emil Johansson (* 14. August 1992) ist ein schwedischer Unihockeyspieler, der seit 2013 für IBF Falun in der SSL spielt.

## Vereinskarriere

### Frühe Vereinskarriere
Johansson begann seine Unihockeykarriere bei Ersboda SK. In der Saison 2004/05 spielte er bei Böle BK, bevor er zu seinem Stammverein zurückkehrte. Dort spielte er bis zur Saison 2007/08, bevor er zu RIG Umeå IBF wechselte.

### Umeå City IBK
Als 19-Jähriger wurde er Ende 2010 von Umeå City IBK verpflichtet, um in der SSL zu spielen, obwohl seine Schulausbildung noch nicht abgeschlossen war. Seine erste komplette Saison in der SSL war somit die Saison 2011/12 – eine Saison, die für sein Team zum Abstieg in die Allsvenskan Norra führte. Gegen Ende der Saison 2012/13, in der er in der Allsvenskan Norra für Umeå City IBK 53 Punkte in 15 Spielen erzielte, wurde er von IBF Falun in die SSL geholt.

### IBF Falun
Johansson wurde mit IBF Falun gleich in seiner ersten Saison schwedischer Meister. Auch in der folgenden und der darauffolgenden Saison gewann er mit der Mannschaft die schwedische Meisterschaft. Seitdem hat Johansson mit IBF Falun in den Saisons 2016/2017, 2019/2020 und 2020/2021 drei weitere Meistertitel gewonnen. Johansson musste mit jeder Saison eine immer größere Rolle übernehmen und hat sich in dieser Zeit als einer der absolut besten Spieler der Liga etabliert.

## Nationalmannschaft

### U19-Nationalmannschaft
Am 5. November 2010 debütierte Johansson für die U19-Nationalmannschaft gegen die Schweiz. Er wurde auch für die U19-WM 2011 nominiert, wo er nach einer Finalniederlage gegen Finnland Silber gewann.

### Herren-Nationalmannschaft
Der 20-jährige Emil Johansson gab sein Debüt für die schwedische Nationalmannschaft am 27. April 2013 gegen die Tschechische Republik und erzielte im selben Spiel auch sein Debüttor. Johansson wurde für die Weltmeisterschaft 2014 nominiert, wo Schweden auf heimischem Boden WM-Gold gewann. Zwei Jahre später gewann Johansson mit Schweden die Silbermedaille bei der Weltmeisterschaft 2016 in Riga, Lettland, wo Schweden im Finale gegen Finnland im Penaltyschießen unterlag. Bei den Weltmeisterschaften 2018 in Prag, Tschechien, nahm Johansson erneut teil, holte aber erneut nur Silber nach Hause. Auch dieses Mal unterlag man Finnland im Finale. 2020 und 2022 wurde Johansson erneut Weltmeister mit Schweden.

#### WM-Teilnahmen
| Jahr | Gastgeber  | Platzierung |
| ---- | ---------- | ----------- |
| 2014 | Schweden   | Weltmeister |
| 2016 | Lettland   | 2. Platz    |
| 2018 | Tschechien | 2. Platz    |
| 2020 | Finnland   | Weltmeister |
| 2022 | Schweiz    | Weltmeister |
| 2024 | Schweden   | 2. Platz    |

Bei der Weltmeisterschaft 2022 wurde er ins All-Star-Team gewählt.

## Persönliche Auszeichnungen
Johansson wurde 2018/19 sowie 2019/20 als  Schwedens Unihockeyspieler des Jahres (2018/19 und 2019/20) ausgezeichnet. Darüber hinaus wurde er in den Saisons 2015/16, 2016/17, 2018/19, 2019/20 und 2020/21 fünfmal zum Verteidiger des Jahres in Schweden gekürt, was bis heute einen Rekord darstellt.
Neben seinen Auszeichnungen auf nationaler Ebene wurde Johansson vom Weltfloorballverband IFF in den Jahren 2019, 2022 und 2023 zum Weltunihockeyspieler des Jahres gewählt. Die IFF hob in der entsprechenden Pressemitteilung anlässlich des dritten Titelgewinns hervor: „[Johansson] hält seit vielen Jahren ein konstant hohes Spielniveau. Seine Vielseitigkeit, sein Spielverständnis und seine Fähigkeit, Situationen vorherzusehen, bevor sie entstehen, machen ihn einzigartig. Mit seiner Schnelligkeit, Kraft und Einstellung verliert er selten Zweikämpfe.“